# あねいも 〜アイとHのステップアップ〜
『あねいも 〜アイとHのステップアップ〜』は、ぷちぱじゃまから2004年9月17日に発売された18禁恋愛アドベンチャーゲーム。
2011年8月5日からWindows Vistaと7に対応した『あねいも エターナルエディション』(EE)が無料で配信されている。また、2011年7月21日発売のPUSH!!2011年9月号の付録DVDに『あねいも エターナルエディション+H』(EE+H)が収録された。

## あらすじ
結城和也が幼い頃、和也の父は身寄りがない遠野真奈美と遠野まどかの姉妹を引き取った。10年間一緒に暮らし続けたことで和也にとって姉妹は家族同然の存在となっている。一方、姉妹は和也のことを家族ではなく男性として見るようになる。
ある日、父親の海外出向が決まり、和也と姉妹3人だけの暮らしが始まった。

## 登場人物
結城 和也（ゆうき かずや）
声：なし
本作の主人公。遠野姉妹と一緒に暮らしているが、血はつながっていない。幼いころに事故で母親を亡くしている。
遠野 真奈美（とおの まなみ）
声：岬友美
まどかの姉。幼いころに両親を亡くしているが、父親と親友であった和也の父に引き取られた。以後、和也とは家族同然の付き合いをしているが、戸籍上は他人である。
遠野 まどか（とおの まどか）
声：木村あやか
真奈美の妹。年は和也の一つ下で、同じ学園の2年生である。兄妹ではないが、和也のことは和兄と呼んでいる。

## 主題歌
オープニングテーマ「Fusion Star」
歌：KOTOKO / 作詞：KOTOKO / 作曲・編曲：C.G mix

## スタッフ
- 企画・シナリオ：長野ヒロユキ
- キャラクターデザイン・原画：東雲一彦
- BGM：羽越実有
- ムービー制作：神月社

## 開発
シナリオの長野ヒロユキは、ぱじゃまソフトの『パティシエなにゃんこ』と、ぷちぱじゃまの『プリいも～Please teach! My Sister～』を買われ、本作の企画を任された。

## 反響

### 他作品への影響
長野によると、本作以降『ね～つま ～ハッピーライフ＆Hレッスン～』と『PURE MAID ～着せかえしてね～』が3ヶ月連続でぷちぱじゃまから発売されたが、本作が最も売れたため、自身と原画家の東雲一彦のコンビで作品を出せるようになった。かんなぎれいが新レーベルを出すのに合わせ、長野たちも新レーベルをbootUP!を立ち上げ、続編である『 あねいも2 〜Second Stage〜』を同レーベルから発売した。